# Смилодон
Смилодон (лат. Smilodon; срп. Ножозуби ) је изумрли род породице мачака, потпородице махаиродонтида (лат. Machairodontinae). Иако се популарно назива сабљозубим тигром, ова животиња није била блиско повезана са тигровима ни осталим савременим мачкама. Смилодон је живео на америчком континенту у доба Плеистоцена, и тренутно су познате три врсте, S. fatalis, S. gracilis и S. populator. Највећи број фосила Смилодона се налази у Лос Анђелесу, у катранским јамама Ла Бреа.

## Карактеристике грађе
Сабљозуби тигар је више личио на лава, него на тигра. Његова тежина износила је и до 470 kg (код смилодон популатора) док је фаталис био величине и тежине као данашњи лавови и тигрови. Смилодон је био снажан и крволочан. Реп му је био кратак, а удови масивни. Није могао високо скочити, јер су му предње ноге биле прилично дугачке, док су задње биле краће и слабије. Главно оружје су му били закривљени, велики очњаци, оштри и шиљати, који су могли да нарасту до 25 cm. Смилодон је нападао отворених чељусти, као змије, да би задао ударац одозго према доље. Због тога је имао веома снажне рамене и вратне мишиће. Вилице је могао отворити и до 120 степени. Сабљозубе мачке су се специјализовале за убијање животиња крупне грађе које су имале дебелу кожу, што објашњава њихове дуге очњаке. Из структуре језичне кости научници су дошли до закључка да је смилодон могао снажно рикати.

## Друштвена структура и лов
Живјели су у чопорима и имали друштвену структуру попут данашњих лавова. Смилодон није јурио плијен на великим удаљеностима као што то чине лавови, леопарди и друге велике мачке данас. Умјесто тога ловио је из засједе, чекајући да се плијен приближи прије напада. Уједао је плијен дугим очњацима, а затим пратио рањену животињу и тек када жртва искрвари до смрти почињао је да је једе. Смилодон је био врхунски предатор, без правих непријатеља. Он је ловио велике и споре праисторијске животиње као што су бизони (лат. Bison), мамути (лат. Mammuthus), џиновске камиле и џиновски лењивци. 

## Врсте
Мачке су месоједи на највишем степену развоја и развиле су се дуж двије линије. Једна група је био смилодон тј. сабљозубе мачке. Ова група је данас изумрла. Другу групу представљају мале мачке, брже и окретније које су опстале јер су биле успјешни ловци. Смилодон није био предак модерних тигрова, лавова или домаћих мачака.
Зна се да је постојало бар пет врста сабљозубих тигрова:
- , 1,6 милиона- 10.000 година,
- , 2,5 милиона - 500.000 година,
- , 1 милион -10.000 година,
- и  би могли бити подврсте Smilodon fatalis-a.

## Изумирање и нестанак
Сабљозуба мачка, смилодон нестала је у ледено доба, а разлози су непознати. Остаци те звијери су нађени у катранским јамама Ла Бреа близу Лос Анђелеса у Калифорнији. Многе животиње које су биле смилодонов плијен угинуле су давећи се у катранском блату. Угинули биљоједи су привлачили ову животињу која би се нашла у смртоносној замци. Сматра се да је један од разлога изумирања смилодона чињеница да је његов плијен постао бржи и окретнији па је самим тим теже долазио до плијена.

## Галерија
-Smilodon fatalis у односу на човјека
- Смилодон
- Сабљозуби тигар
- Ла Бреа, катранска јама
- Smilodon Knight

### Фосили
- Максималан отвор вилица
- Горња и доња вилица
- Лобања Smilodon populator-а
- Smilodon populator, Валенсија
- Smilodon fatalis- скелет